# Hrvatska grafika
Hrvatska grafika, dio hrvatske likovne umjetnosti. 

## Povijest
U Hrvatskoj se grafika kao vizualni medij pojavila u drugoj polovini 15. stoljeća, usporedno s tiskarstvom te stoga ima višestoljetnu tradiciju. Osobitu je popularnost stekla u doba renesanse zahvaljujući ilustracijama knjiga, poglavito onima u liturgijskim knjigama, i to na hrvatskome jeziku. Tiskane su u Mletcima i hrvatskim domaćim tiskarama koje su se nalazile u Senju, Rijeci, Nedelišću i Varaždinu. U Hrvata su brojni kroz renesansu, barok, postali dijelom svjetske kulture preko grafika. Brojni hrvatski grafičari ostavili su neizbrisiv trag u povijesti hrvatske grafike i u brojnim europskim grafičkim centrima, osobito u XVI. stoljeću. Prepoznatljivi je kreativni doprinos povijesti europske grafike majstora podrijetlom iz hrvatskih krajeva, koji su djelovali izvan uže domovine: Andrije Medulića (Andrea Meldolla Schiavone), Martina Rote Kolunića, Natalea Bonifacija i Jurja Julija Klovića (Giorgio Giulio Clovio). Vrlo je vrijedan grafički doprinos književnika, povjesničara i kulturnog djelatnika Pavla Rittera Vitezovića (1652. – 1713.), koji se okušao i kao grafičar-bakropisac. Vitezović je od 1676. do 1679. godine boravio u Wagenspergu (Bogenšperk) kod slovenskoga polihistora Janeza Vajkarda Valvasora, po čijim je crtačkim predlošcima izradio niz grafičkih veduta hrvatskih i slovenskih gradova te burgova u tehnici bakropisa.
Razvitku hrvatske grafike značajno je pridonio razvoj studija grafike na Akademiji likovnih umjetnosti u Zagrebu. Od osnivanja Akademije 1907. do osnutka Grafičkog odsjeka 1956. grafika je bila tek kolegij studentima Slikarskoga i Kiparskog odsjeka, ispunjen uglavnom litografskim i bakropisnim vježbama. Prvi hrvatski visokoškolovani grafičar (prof. Wiliam Unger, Beč) je jedan od utemeljitelja Akademije Menci Klement Crnčić. S Crnčićem nsporno je počela suvremena hrvatska grafika. Nasljedovao ga je Tomislav Krizman koji ga je nadmašio temperamentom, raznovrsnošću motiva i tehničkih postupaka. U grafici 20. stoljeća od hrvatskih grafičara zapaženi su Bela Čikoš Sesija, Miroslav Kraljević, Crnčić, Krizman i niz se nastavlja preko imena suvremenih hrvatskih grafičara kao što su Igor Čabraja, Ivana Franke, Mirjana Vodopija i mnogi drugi. 
Hrvatska suvremena grafika ističe se pored ostalih po osebujnom, uspješnom likovnom izrazu, zbog čega danas je mnoštvo iznimnih autora nagrađivanih i izvan Hrvatske.
Vrijedna je produkcija grafičkih mapa od Krizmanova prikupljanja vlastitih grafika u zajedničke korice 1907. i mape Proljetnoga salona iz 1920. godine pa sve do zapaženih izdanja kao što je Zbirke Biškupić. Važna dionica tzv. "male grafike" je hrvatski ex libris. U Hrvatskoj su značajne samostalne zbirke grafika. Postoji tradicija grafičkih smotra.
Prvi je sustavni pregled hrvatske grafike napravila Mikica Maštrović koji je objavila 2019. u svojoj knjizi Hrvatska grafika.